# Uta Poreceanu
Uta Poreceanu   (Brașov, 13 de novembre de 1936 - Baden-Baden, 27 de gener de 2018) fou una gimnasta artística romanesa que va competir durant les dècades de 1950 i 1960.
El 1960 va prendre part en els Jocs Olímpics d'Estiu de Roma, on disputà les sis proves del programa de gimnàstica. Guanyà la medalla de bronze en la competició del concurs complet per equips, mentre en les altres proves finalitzà en posicions força endarrerides.